# Косенко Віктор Степанович
Ві́ктор Степа́нович Косе́нко (11 (23) листопада 1896, Варшава — 3 жовтня 1938, Київ) — український композитор, піаніст, педагог.

## Життєпис
Батько — Степан Семенович Косенко (пом. 1909, Варшава) — генерал-майор царської армії, уродженець Херсонщини, мати Леопольда Йосипівна (уроджена Дорошевич, пом. 1919, Житомир). Діти — Марія, Олександр, Семен і Віктор — наймолодший.
1918 року закінчив Петроградську консерваторію по класах композиції у Н. А. Соколова та фортепіано в І. С. Миклашевської.
З 1918 року викладав у Музичному технікумі в Житомирі. З 1929 року викладав у Київському музично-драматичному інституті (з 1932 — професор). У 1934—37 роках працював у Київській консерваторії. В історію української музики Віктор Косенко увійшов, насамперед, як неперевершений лірик. Його вокальна, камерна і симфонічна творчість наповнена романтичними інтонаціями слов'янської музики і народної пісні.

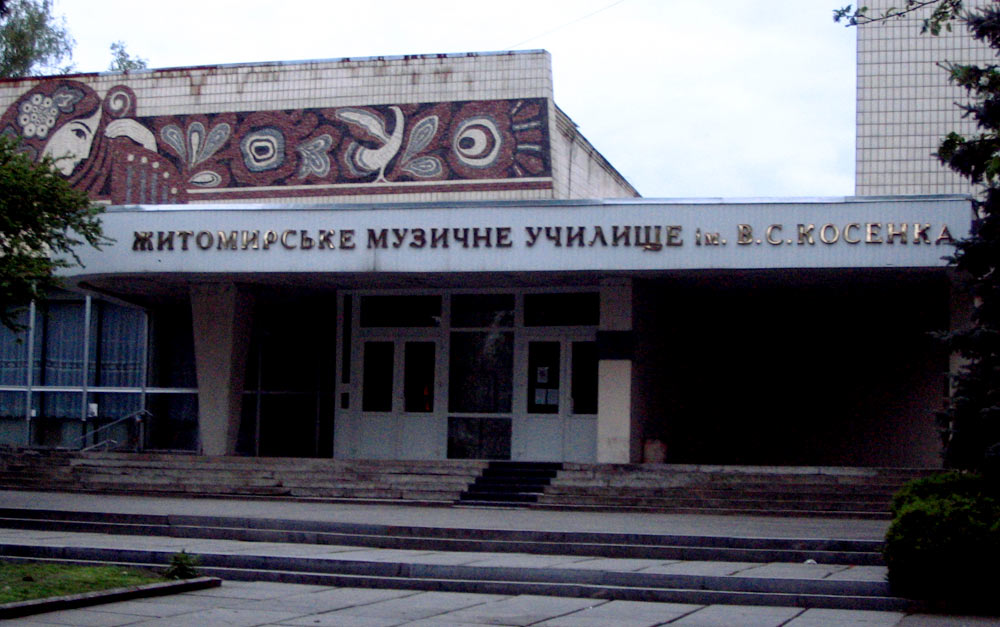
Житомирське музичне училище імені Віктора Косенка

Одному з небагатьох українських композиторів того часу — Косенкові пощастило отримати європейську музичну освіту. Його дитинство пройшло у Варшаві. Він був справді вундеркіндом: ще у віці шести років, не знаючи нот, на слух грав «Патетичну сонату» Бетховена. Унікальні здібності хлопчика розвивали професори Варшавської консерваторії. Музичну освіту Косенко продовжив у метрів Петербурзької консерваторії. Її тодішнім директором був композитор Олександр Глазунов. Оцінивши обдарованість Косенка, Глазунов звільнив його від платні за навчання. У Петербурзі юний музикант зустрічався з Рахманіновим, Скрябіним.
Більшу частину життя Віктор Степанович прожив у Житомирі. Тут він і його друзі-музиканти створили мистецьке середовище, яке не поступалося столичному. Як згадує співачка Зоя Гайдай, їхніми слухачами були, насамперед, селяни, робітники і солдати. На життя молодий Косенко заробляв, ілюструючи музикою німі фільми. Сучасники розповідають, що глядачі бігали за ним від кінотеатру до кінотеатру, щоб послухати дивовижну гру музиканта: Косенко був феноменальним піаністом.
Працюючи професором Київської консерваторії, створив симфонічну «Молдавську поему», яку так і не зміг почути. Вона прозвучала лише в наші дні.
Виступав як піаніст із сольними концертами та в ансамблях. У своїй творчості, різноманітній за жанрами та переважно ліричній за характером, В. Косенко спирався на традиції російської (П. І. Чайковський, С. В. Рахманінов, О. Скрябін) та української класики (М. В. Лисенко).
Товаришував із оперним співаком Іваном Паторжинським.
Помер 3 жовтня 1938 року. Похований на Байковому кладовищі (надгробок — граніт; скульптор Л. В. Шервуд).

### Сім'я
У 1920 році одружився з Ангеліною Володимирівною Канеп (уродж. Шумило-Денбновецька; нар. 1893), колишньою дружиною естонського полковника Едуарда Канепа, й удочерив її дочок Ірину і Раїсу. У Житомирі з родиною жив у будинку № 6 (нині — № 10) на вулиці Дмитрівській. У 1938 році училище назвали його ім'ям.

## Твори
Віктор Косенко залишив після себе десятки творів, які увійшли до золотого фонду української фортепіанної музики. Серед них «Альбом дитячих п'єс», на якому зростало багато поколінь юних піаністів.
Для симфонічного оркестру:
- Героїчна увертюра для симфонічного оркестру (1932)
- «Молдавська поема» (1937);

Для фортепіано з оркестром:
- Концерт (1928–37), завершений Л. Ревуцьким та Г. Майбородою)

Камерні ансамблі, в тому числі:
- Тріо 1927
- Соната для віолончелі та фортепіано 1923
- Соната для скрипки та фортепіано 1927
- Соната для альта та фортепіано 1928

Скрипковий концерт
Для фортепіано:
- 6 поем 1915–21 (в тому числі 2 поеми-легенди Ор.12, 1921 р.)
- 3 сонати (1922, 1924, 1926–30),
- 2 концертні вальси (1931);
- 11 етюдів ор.8

А також Етюди, Мазурки (ор.3, ор.9), Менует ор.3, Ноктюрн-фантазія ор.4, Ноктюрн ор.9, Прелюди та ін.
Романси на сл. укр. і рос. поетів (П. Тичина, О. Пушкін, О. Блок, О. Апухтін, К. Бальмонт та інших);
Пісні, обробки укр. нар. пісень для чол. квартету без супроводу (1929–36),
24 твори для дітей, в тому числі цикл із 6-ти дит. ялинк. пісень (1936–37);
Музика до к/ф «Останній порт» (1934, реж. А. Кордюм), вистав;
Аранжування і гармонізація укр., рос., білорус. нар. пісень.
Твори для хору.
На фортепіанну музику композитора створений балет «Світанкова поема» (1973, оркестрування, згодом — Симфонічна сюїта Л. Колодуба, лібрето В. Тимофєєва), поставлений у Київському театрі опери і балету ім. Т. Шевченка і Донецькому театрі опери та балету.

## Пам'ять
1938 року за порадою поета Максима Рильського відкритий меморіальний кабінет-музей митця у Києві, на вулиці Михайла Коцюбинського, в будинку № 9 (на той час вулиця Тимофіївська, будинок № 11), у квартирі № 4, де Віктор Косенко проживав з 11 травня 1938 і до смерті. Музеєм опікувалася дружина композитора — Ангеліна Володимирівна Канеп-Косенко. 1964 року музей офіційно отримав статус народного, а з 2007 — державного. З 2009 року має назву Музей-квартира В. С. Косенка. Тут зберігаються особисті речі, рукописи, фотоархів, епістолярна спадщина композитора, видання та грамзаписи його творів.
На будинку встановлено меморіальну дошку (скульптор Г. Кальченко).
На Байковому цвинтарі, де похований Віктор Косенко, — пам'ятник роботи скульптора Л. Шервуда, арх. А. Ігнащенка (ділянка № 8).
Ім'я Косенка присвоєно Житомирському музичному училищу, Київській дитячій музичній школі № 3, його іменем названо вулиці в Києві та Житомирі.
2001 року Міністерство культури і мистецтв України та НСКУ заснували мистецьку премію імені Віктора Косенка за значні творчі досягнення в галузі музики для дітей та юнацтва.

## Галерея
|                           |
| Надгробок Віктора Косенка |

|                                                                            |
| Меморіальна дошка В. С. Косенкові на вул. Михайла Коцюбинського, 9 у Києві |

|                                                          |
| Марка на сторіччя з дня народження Віктора Косенка. 1996 |

|                                                  |
| Табличка з назвою музею-квартири Віктора Косенка |